# Conde de Armamar
Conde de Armamar é um título nobiliárquico criado pelo rei Filipe IV de Espanha | Filipe III de Portugal em Madrid, por Carta de 9 de Maio de 1639 a favor de Rui de Matos de Noronha pertencente à primeira nobreza e partidário de Filipe IV. 

Após a Restauração foi decapitado em 1641, conjuntamente com o Duque de Vila Real e outros nobres, no Rossio, em Lisboa, por chefiar, em nome de seu tio, o Arcebispo de Braga D. Sebastião de Mattos de Noronha, uma conspiração contra D. João IV
Actualmente, é seu titular Luis Botelho de Moraes Sarmento Pinto-Gonçalves,(por sentença executiva proferida em 17 de Junho de 2019, pelo Tribunal da Relação de Bolonha, confirmada pelo Tribunal da Relação de Lisboa), em sucessão a sua Mãe, Dona Maria Manuela Botelho de Moraes Sarmento, n. 1930-2014 